# Stefan Marinovic
Stefan Tone Marinovic (ur. 7 października 1991 w Auckland) – nowozelandzki piłkarz pochodzenia chorwackiego występujący na pozycji bramkarza w nowozelandzkim klubie Wellington Phoenix oraz w reprezentacji Nowej Zelandii.

## Kariera klubowa

### SV Wehen Wiesbaden
1 lipca 2009 podpisał kontrakt z klubem SV Wehen Wiesbaden. Zadebiutował w drużynie rezerw 21 sierpnia 2009 w meczu Fußball-Regionalligi przeciwko SC Freiburg II (3:3). W pierwszej drużynie zadebiutował 27 kwietnia 2010 w meczu 3. Fußball-Ligi przeciwko FC Erzgebirge Aue (2:2).

### FC Ismaning
31 stycznia 2013 przeszedł do drużyny FC Ismaning. Zadebiutował 18 maja 2013 w meczu Fußball-Regionalligi przeciwko TSV 1896 Rain (2:0).

### TSV 1860 Monachium
15 listopada 2013 podpisał kontrakt z zespołem TSV 1860 Monachium. Zadebiutował w drużynie rezerw 17 maja 2014 w meczu Fußball-Regionalligi przeciwko Viktorii Aschaffenburg (5:0).

### SpVgg Unterhaching
1 lipca 2014 przeszedł do klubu SpVgg Unterhaching. Zadebiutował w drużynie rezerw 31 sierpnia 2014 w meczu Bayernligi przeciwko FC Pipinsried (0:5). W pierwszej drużynie zadebiutował 14 lutego 2015 w meczu 3. Fußball-Ligi przeciwko Hallescher FC (2:1). W sezonie 2016/17 jego zespół zajął pierwsze miejsce w tabeli i awansował do wyższej ligi.

### Vancouver Whitecaps
21 lipca 2017 podpisał kontrakt z drużyną Vancouver Whitecaps. Zadebiutował 13 sierpnia 2017 w meczu Major League Soccer przeciwko New England Revolution (1:0). W sezonie 2018 jego klub dotarł do finału Canadian Championship zdobywając wicemistrzostwo Kanady.

### Bristol City
7 marca 2019 przeszedł do zespołu Bristol City. Zadebiutował 12 marca 2019 w meczu EFL Championship przeciwko Ipswich Town (1:1).

### Wellington Phoenix
6 czerwca 2019 podpisał kontrakt z klubem Wellington Phoenix. Zadebiutował 7 sierpnia 2019 w meczu FFA Cup przeciwko Brisbane Strikers (2:2 k. 4:2). W A-League zadebiutował 13 października 2019 w meczu przeciwko Western United (0:1).

## Kariera reprezentacyjna

### Nowa Zelandia U-20
W 2011 roku otrzymał powołanie do reprezentacji Nowej Zelandii U-20. Zadebiutował 23 kwietnia 2011 w meczu fazy grupowej Mistrzostw Oceanii U-20 2011 przeciwko reprezentacji Wysp Salomona U-20 (0:3). 11 lipca 2011 otrzymał powołanie na Mistrzostwa Świata U-20 2011. Na Mundialu U-20 2011 zadebiutował 31 lipca 2011 w meczu fazy grupowej przeciwko reprezentacji Kamerunu U-20 (1:1).

### Nowa Zelandia
8 marca 2015 otrzymał powołanie do reprezentacji Nowej Zelandii. Zadebiutował 31 marca 2015 w meczu towarzyskim przeciwko reprezentacji Korei Południowej (1:0). W 2017 otrzymał powołanie na Puchar Konfederacji 2017. W Pucharze Konfederacji 2017 zadebiutował 17 czerwca 2017 w meczu fazy grupowej przeciwko reprezentacji Rosji (2:0).

## Statystyki

### Klubowe
(aktualne na dzień 7 marca 2021)
| Klub                  | Sezon              | Liga                 | Liga  | Liga   | Puchar kraju | Puchar kraju | Inne  | Inne   | Suma  | Suma   |
| Klub                  | Sezon              | Liga                 | Mecze | Bramki | Mecze        | Bramki       | Mecze | Bramki | Mecze | Bramki |
| --------------------- | ------------------ | -------------------- | ----- | ------ | ------------ | ------------ | ----- | ------ | ----- | ------ |
| SV Wehen Wiesbaden    | 2009/10            | 3. Fußball-Liga      | 2     | 0      | 0            | 0            | –     | –      | 2     | 0      |
| SV Wehen Wiesbaden    | Ogólnie            | Ogólnie              | 2     | 0      | 0            | 0            | 0     | 0      | 2     | 0      |
| SV Wehen Wiesbaden II | 2009/10            | Fußball-Regionalliga | 15    | 0      | 0            | 0            | –     | –      | 15    | 0      |
| SV Wehen Wiesbaden II | 2010/11            | Fußball-Regionalliga | 11    | 0      | 0            | 0            | –     | –      | 11    | 0      |
| SV Wehen Wiesbaden II | 2011/12            | Hessenliga           | 10    | 0      | 0            | 0            | –     | –      | 10    | 0      |
| SV Wehen Wiesbaden II | Ogólnie            | Ogólnie              | 36    | 0      | 0            | 0            | 0     | 0      | 36    | 0      |
| FC Ismaning           | 2012/13            | Fußball-Regionalliga | 1     | 0      | 0            | 0            | 0     | 0      | 1     | 0      |
| FC Ismaning           | Ogólnie            | Ogólnie              | 1     | 0      | 0            | 0            | 0     | 0      | 1     | 0      |
| TSV 1860 Monachium II | 2013/14            | Fußball-Regionalliga | 1     | 0      | 0            | 0            | –     | –      | 1     | 0      |
| TSV 1860 Monachium II | Ogólnie            | Ogólnie              | 1     | 0      | 0            | 0            | 0     | 0      | 1     | 0      |
| SpVgg Unterhaching II | 2014/15            | Bayernliga           | 8     | 0      | 0            | 0            | –     | –      | 8     | 0      |
| SpVgg Unterhaching II | Ogólnie            | Ogólnie              | 8     | 0      | 0            | 0            | 0     | 0      | 8     | 0      |
| SpVgg Unterhaching    | 2014/15            | 3. Fußball-Liga      | 9     | 0      | 0            | 0            | 0     | 0      | 9     | 0      |
| SpVgg Unterhaching    | 2015/16            | Fußball-Regionalliga | 31    | 0      | 3            | 0            | 2     | 0      | 36    | 0      |
| SpVgg Unterhaching    | 2016/17            | Fußball-Regionalliga | 30    | 0      | 1            | 0            | 0     | 0      | 31    | 0      |
| SpVgg Unterhaching    | Ogólnie            | Ogólnie              | 70    | 0      | 4            | 0            | 2     | 0      | 76    | 0      |
| Vancouver Whitecaps   | 2017               | Major League Soccer  | 8     | 0      | 0            | 0            | –     | –      | 8     | 0      |
| Vancouver Whitecaps   | 2018               | Major League Soccer  | 24    | 0      | 4            | 0            | –     | –      | 28    | 0      |
| Vancouver Whitecaps   | Ogólnie            | Ogólnie              | 32    | 0      | 4            | 0            | 0     | 0      | 36    | 0      |
| Bristol City          | 2018/19            | EFL Championship     | 1     | 0      | 0            | 0            | –     | –      | 1     | 0      |
| Bristol City          | Ogólnie            | Ogólnie              | 1     | 0      | 0            | 0            | 0     | 0      | 1     | 0      |
| Wellington Phoenix    | 2019/20            | A-League             | 27    | 0      | 1            | 0            | –     | –      | 28    | 0      |
| Wellington Phoenix    | 2020/21            | A-League             | 6     | 0      | 0            | 0            | –     | –      | 6     | 0      |
| Wellington Phoenix    | Ogólnie            | Ogólnie              | 33    | 0      | 1            | 0            | 0     | 0      | 34    | 0      |
| Ogólnie w karierze    | Ogólnie w karierze | Ogólnie w karierze   | 184   | 0      | 9            | 0            | 2     | 0      | 195   | 0      |

### Reprezentacyjne
(aktualne na dzień 7 marca 2021)
| Reprezentacja      | Rok     | Mecze | Bramki |
| ------------------ | ------- | ----- | ------ |
| Nowa Zelandia U-20 |         |       |        |
| 2011               | 7       | 0     |        |
| Ogólnie            | Ogólnie | 7     | 0      |
| Nowa Zelandia      |         |       |        |
| 2015               | 3       | 0     |        |
| 2016               | 9       | 0     |        |
| 2017               | 12      | 0     |        |
| 2018               | 0       | 0     |        |
| 2019               | 1       | 0     |        |
| Ogólnie            | Ogólnie | 25    | 0      |

| Mecze i gole w reprezentacji | Mecze i gole w reprezentacji | Mecze i gole w reprezentacji | Mecze i gole w reprezentacji | Mecze i gole w reprezentacji | Mecze i gole w reprezentacji | Mecze i gole w reprezentacji | Mecze i gole w reprezentacji |
| Nowa Zelandia U-20           | Nowa Zelandia U-20           | Nowa Zelandia U-20           | Nowa Zelandia U-20           | Nowa Zelandia U-20           | Nowa Zelandia U-20           | Nowa Zelandia U-20           | Nowa Zelandia U-20           |
| Lp.                          | Data                         | Miejsce                      | Gospodarz                    | Gość                         | Wynik                        | Gol                          | Rozgrywki                    |
| ---------------------------- | ---------------------------- | ---------------------------- | ---------------------------- | ---------------------------- | ---------------------------- | ---------------------------- | ---------------------------- |
| 1.                           | 23.04.2011                   | Auckland                     | Wyspy Salomona U-20          | Nowa Zelandia U-20           | 0:3                          |                              | Mistrzostwa OFC U-20 2011    |
| 2.                           | 25.04.2011                   | Auckland                     | Nowa Zelandia U-20           | Nowa Kaledonia U-20          | 10:0                         |                              | Mistrzostwa OFC U-20 2011    |
| 3.                           | 27.04.2011                   | Auckland                     | Nowa Zelandia U-20           | Fidżi U-20                   | 6:0                          |                              | Mistrzostwa OFC U-20 2011    |
| 4.                           | 29.04.2011                   | Auckland                     | Nowa Zelandia U-20           | Wyspy Salomona U-20          | 3:1                          |                              | Mistrzostwa OFC U-20 2011    |
| 5.                           | 31.07.2011                   | Cali                         | Kamerun U-20                 | Nowa Zelandia U-20           | 1:1                          |                              | MŚ U-20 2011                 |
| 6.                           | 03.08.2011                   | Cali                         | Urugwaj U-20                 | Nowa Zelandia U-20           | 1:1                          |                              | MŚ U-20 2011                 |
| 7.                           | 06.08.2011                   | Cali                         | Portugalia U-20              | Nowa Zelandia U-20           | 1:0                          |                              | MŚ U-20 2011                 |
| Nowa Zelandia                |                              |                              |                              |                              |                              |                              |                              |
| Lp.                          | Data                         | Miejsce                      | Gospodarz                    | Gość                         | Wynik                        | Gol                          | Rozgrywki                    |
| 1.                           | 31.03.2015                   | Seul                         | Korea Południowa             | Nowa Zelandia                | 1:0                          |                              | Mecz towarzyski              |
| 2.                           | 07.09.2015                   | Rangun                       | Mjanma                       | Nowa Zelandia                | 1:1                          |                              | Mecz towarzyski              |
| 3.                           | 12.11.2015                   | Maskat                       | Oman                         | Nowa Zelandia                | 0:1                          |                              | Mecz towarzyski              |
| 4.                           | 28.05.2016                   | Port Moresby                 | Nowa Zelandia                | Fidżi                        | 3:1                          |                              | Puchar Narodów Oceanii 2016  |
| 5.                           | 31.05.2016                   | Port Moresby                 | Vanuatu                      | Nowa Zelandia                | 0:5                          |                              | Puchar Narodów Oceanii 2016  |
| 6.                           | 04.06.2016                   | Port Moresby                 | Nowa Zelandia                | Wyspy Salomona               | 1:0                          |                              | Puchar Narodów Oceanii 2016  |
| 7.                           | 08.06.2016                   | Port Moresby                 | Nowa Zelandia                | Nowa Kaledonia               | 1:0                          |                              | Puchar Narodów Oceanii 2016  |
| 8.                           | 11.06.2016                   | Port Moresby                 | Papua-Nowa Gwinea            | Nowa Zelandia                | 0:0 k. 2:4                   |                              | Puchar Narodów Oceanii 2016  |
| 9.                           | 09.10.2016                   | Nashville                    | Nowa Zelandia                | Meksyk                       | 1:2                          |                              | Mecz towarzyski              |
| 10.                          | 11.10.2016                   | Waszyngton                   | Stany Zjednoczone            | Nowa Zelandia                | 1:1                          |                              | Mecz towarzyski              |
| 11.                          | 12.11.2016                   | Auckland                     | Nowa Zelandia                | Nowa Kaledonia               | 2:0                          |                              | el. MŚ 2018                  |
| 12.                          | 15.11.2016                   | Koné                         | Nowa Kaledonia               | Nowa Zelandia                | 0:0                          |                              | el. MŚ 2018                  |
| 13.                          | 25.03.2017                   | Lautoka                      | Fidżi                        | Nowa Zelandia                | 0:2                          |                              | el. MŚ 2018                  |
| 14.                          | 28.03.2017                   | Wellington                   | Nowa Zelandia                | Fidżi                        | 2:0                          |                              | el. MŚ 2018                  |
| 15.                          | 02.06.2017                   | Belfast                      | Irlandia Północna            | Nowa Zelandia                | 1:0                          |                              | Mecz towarzyski              |
| 16.                          | 12.06.2017                   | Mińsk                        | Białoruś                     | Nowa Zelandia                | 1:0                          |                              | Mecz towarzyski              |
| 17.                          | 17.06.2017                   | Petersburg                   | Rosja                        | Nowa Zelandia                | 2:0                          |                              | Puchar Konfederacji 2017     |
| 18.                          | 21.06.2017                   | Soczi                        | Meksyk                       | Nowa Zelandia                | 2:1                          |                              | Puchar Konfederacji 2017     |
| 19.                          | 24.06.2017                   | Petersburg                   | Nowa Zelandia                | Portugalia                   | 0:4                          |                              | Puchar Konfederacji 2017     |
| 20.                          | 01.09.2017                   | Auckland                     | Nowa Zelandia                | Wyspy Salomona               | 6:1                          |                              | el. MŚ 2018                  |
| 21.                          | 05.09.2017                   | Honiara                      | Wyspy Salomona               | Nowa Zelandia                | 2:2                          |                              | el. MŚ 2018                  |
| 22.                          | 06.10.2017                   | Toyota                       | Japonia                      | Nowa Zelandia                | 2:1                          |                              | Mecz towarzyski              |
| 23.                          | 11.11.2017                   | Wellington                   | Nowa Zelandia                | Peru                         | 0:0                          |                              | el. MŚ 2018                  |
| 24.                          | 16.11.2017                   | Lima                         | Peru                         | Nowa Zelandia                | 2:0                          |                              | el. MŚ 2018                  |
| 25.                          | 14.11.2019                   | Dublin                       | Irlandia                     | Nowa Zelandia                | 3:1                          |                              | Mecz towarzyski              |

## Sukcesy

### SpVgg Unterhaching
- Mistrzostwo Fußball-Regionalliga (1×): 2016/2017

### Vancouver Whitecaps
- Wicemistrzostwo Kanady (1×): 2018

### Reprezentacyjne

#### Nowa Zelandia U-20
- Mistrzostwa Oceanii U-20 (1×): 2011

#### Nowa Zelandia
- Puchar Narodów Oceanii (1×): 2016

### Indywidualne
- Złote Rękawice Pucharu Narodów Oceanii (1×): 2016[25]
- Drużyna dekady OFC (1×): 2011–2020[26]

## Życie prywatne
Marinovic urodził się w Auckland, w Nowej Zelandii. Jego ojciec pochodzi z Chorwacji. Marinovic otrzymał pseudonim „Kiwi” od trenera Gino Lettieriego podczas gry w SV Wehen Wiesbaden. Pseudonim ten pochodzi od ptaka Kiwi, narodowego symbolu Nowej Zelandii.